# A-76

A-76 сразу после откалывания в сравнении с островом Мальорка (контур сверху)

A-76 — крупнейший в мире айсберг на 2021—2022 годы. Откололся от шельфового ледника Фильхнера в Западной Антарктиде весной 2021 года. Изначальная площадь — 4320 км². Открыл его в мае 2021 года полярный исследователь Кейт Макинсон из Британской антарктической службы.
Пустившись в плавание по морю Уэдделла, айсберг почти сразу разделился на 3 части: крупнейшую А-76А (примерно 135 на 26 км), A-76B и A-76C. На 2022 год его фрагменты продолжают дрейфовать на север, отплыв от Антарктиды на 2000 км, к проливу Дрейка, и приближаясь к экваториальным широтам, где неизбежно растают.

## Предыдущие крупные айсберги
До A-76 крупнейшим был айсберг A-32A, площадью 3880 км², также плывущий по морю Уэдделла. Айсберг A-68 в 2017 году имел площадь 5800 км². Крупнейшим за всю историю наблюдений был айсберг B-15, площадью 11 тысяч км², отколовшийся от шельфового ледника Росса в марте 2000 года.